# Heinrich Plett

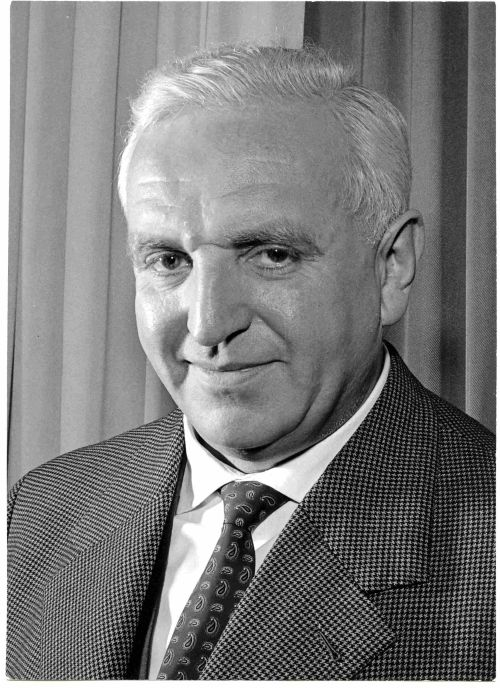
Heinrich Plett

Heinrich Plett (* 19. Juni 1908 in Kassel; † 14. Januar 1963 in Hamburg) war ein deutscher Manager und Vorstandsvorsitzender des Wohnungsunternehmens Neue Heimat.

## Biografie
Nachdem er die Mittlere Reife erworben hatte, arbeitete Plett seit 1924 als Bankangestellter in Kassel. Er war bei der Staatlichen Hypothekenbank in Berlin und später in der Hypothekenabteilung eines Versicherungsunternehmens beschäftigt. 1929 erwarb er in Abendkursen das Abitur. Er studierte dann Volkswirtschaft.
Als Gewerkschafts- und SPD-Mitglied wurde er am 28. November 1933 durch die Nationalsozialisten für einen Tag wegen Verdunkelungsgefahr verhaftet. Die Festnahme stand im Zusammenhang mit der Aufrollung der Widerstandsgruppe Roter Stoßtrupp in Berlin. Die Familie Plett war mit der ebenfalls aus Kassel stammenden Familie Zinn befreundet. Karl Zinn war einer der Anführer des Roten Stoßtrupps. Plett wurde 1933 Bürovorsteher der Berliner Maklerfirma D. E. Moeller, einer Firma, die Sozialdemokraten Arbeit verschaffte, und 1936 Leiter der Abteilung für Hypothekenvermittlung und Baufinanzierung in der Dresdner-Bank-Zentrale in Berlin. Während des Zweiten Weltkrieges übernahm er die Geschäftsführung einer gemeinnützigen Wohnungsbaugesellschaft in Gotenhafen. Sein Fachvorgesetzter war Heinz Roosch, den er nach dem Zweiten Weltkrieg als Finanzexperten beschäftigte. Plett diente im Krieg als Marine-Kriegsverwaltungsinspektor. 1940 wurde er auch Hilfspolizist und 1944 zum Dienst in der Wehrmacht einberufen.
Nach 1945 wurde er wieder in der Gewerkschaft und der SPD aktiv. In Kassel arbeitete er zunächst als Experte für Wohnraumfragen beim Regierungspräsidenten. Anschließend arbeitete er ab 1946 bei der Gemeinnützigen Wohnungs- und Siedlungsgesellschaft Neue Heimat Kassel. Am 1. Januar 1950 wurde er Geschäftsführer und Vorstandsvorsitzender der Neuen Heimat Hamburg (NHH) und er bekleidete diese Position bis zu seinem Tode 13 Jahre lang. Plett selbst galt als Finanzexperte, was wesentlich zum Wachstum der Neuen Heimat in den 1950er Jahren beigetragen hat. Überdies führte er das wachsende Unternehmen straff und richtete es auf Wachstum aus. In seiner Vorstandszeit kaufte die NHH Anteile zahlreicher Baugesellschaften in Hamburg, Bremen (GEWOBA, 1953), München und anderen Städten. Plett engagierte für den sozialen Wohnungsbau namhafte Städtebauer und Architekten wie Ernst May, Alvar Aalto, Franz Ruf, Friedrich Spengelin, Otto Gühlk, Hans Bernhard Reichow, Karlaugust Orf, Max Säume und Günther Hafemann. 1954 segnete der Deutsche Gewerkschaftsbund (DGB) die bereits durch Plett geschaffenen Tatsachen ab und hieß gut, so gut wie alle eigenen Wohnungsunternehmen wirtschaftlich der NHH zu unterstellen. Das zum Großkonzern gewachsene Unternehmen Neue Heimat verfügte um 1963 über rund 200.000 Wohnungen. In seiner Zeit entstand an der Sechslingspforte das stadtbildprägende Hochhaus der Neuen Heimat, ironisch auch „Plett-Brett“ genannt. Pletts Nachfolger wurde sein Stellvertreter Albert Vietor, der auch aus der NH-Kassel kam.
Plett gründete unter anderem einen Genossenschaftsring und verschiedene Selbsthilfeorganisationen. Bei Dahme an der Ostsee ließ er nach Plänen von Hans Konwiarz ein modernes Ferienhaus gestalten, das durch asymmetrisch geformte Außenwände auffiel.
Er wurde auf dem Ohlsdorfer Friedhof in Hamburg im Planquadrat Z 15 südlich vom Nordteich beigesetzt.
Die Neue Heimat schuf 1963 den Heinrich-Plett-Preis für Verdienste um den Wohnungs- und Städtebau. Er war mit 20.000 DM dotiert und wurde jährlich vergeben.
Ehrungen
- Die Plettstraße in der Münchner Großwohnsiedlung Neuperlach, an der sich ehemals die Zentrale der Neuen Heimat Bayern befand, wurde nach ihm benannt.
- Die Heinrich-Plett-Straße in Hamburg trägt seinen Namen.
- Auch in Kassel, im Stadtteil Oberzwehren gibt es eine Heinrich-Plett-Straße, dort befindet sich der Standort AVZ der Universität Kassel sowie eine Hochhaussiedlung der Neuen Heimat.
- Im Bremer Stadtteil Huchting ist die Heinrich-Plett-Allee eine der Hauptverkehrsstraßen. Dieser Stadtteil ist durch Mehrfamilienhäuser der Neuen Heimat geprägt.
- Auch in Frankfurt-Frankfurter Berg gibt es eine Heinrich-Plett-Straße.
- Bremerhaven hat im Stadtteil Leherheide eine Heinrich-Plett-Straße.